# TNFRSF13B
TNFRSF13B (англ. TNF receptor superfamily member 13B) – білок, який кодується однойменним геном, розташованим у людей на короткому плечі 17-ї хромосоми. Довжина поліпептидного ланцюга білка становить 293 амінокислот, а молекулярна маса — 31 816.
| 10         |  | 20         |  | 30         |  | 40         |  | 50         |
| ---------- |  | ---------- |  | ---------- |  | ---------- |  | ---------- |
| MSGLGRSRRG |  | GRSRVDQEER |  | FPQGLWTGVA |  | MRSCPEEQYW |  | DPLLGTCMSC |
| KTICNHQSQR |  | TCAAFCRSLS |  | CRKEQGKFYD |  | HLLRDCISCA |  | SICGQHPKQC |
| AYFCENKLRS |  | PVNLPPELRR |  | QRSGEVENNS |  | DNSGRYQGLE |  | HRGSEASPAL |
| PGLKLSADQV |  | ALVYSTLGLC |  | LCAVLCCFLV |  | AVACFLKKRG |  | DPCSCQPRSR |
| PRQSPAKSSQ |  | DHAMEAGSPV |  | STSPEPVETC |  | SFCFPECRAP |  | TQESAVTPGT |
| PDPTCAGRWG |  | CHTRTTVLQP |  | CPHIPDSGLG |  | IVCVPAQEGG |  | PGA        |

A: Аланін

C: Цистеїн

D: Аспарагінова кислота

E: Глутамінова кислота

F: Фенілаланін

G: Гліцин

H: Гістидин

I: Ізолейцин

K: Лізин

L: Лейцин

M: Метіонін

N: Аспарагін

P: Пролін

Q: Глутамін

R: Аргінін

S: Серин

T: Треонін

V: Валін

W: Триптофан

Кодований геном білок за функцією належить до рецепторів. 
Задіяний у таких біологічних процесах, як адаптивний імунітет, імунітет, альтернативний сплайсинг. 
Локалізований у мембрані.